# ハイラム・ビンガム3世
ハイラム・ビンガム3世（Hiram Bingham III、1875年11月19日 - 1956年6月6日）は、アメリカ合衆国の探検家、政治家。1911年にマチュ・ピチュを発見したことで知られる。

## 経歴
ビンガムは、ハワイ王国時代のハワイのホノルルに生まれた。彼は、1650年にコネチカットをアメリカ領にし統治したトーマス・ビンガムの末裔であった。彼の祖父ハイラム・ビンガム（1世）はまた、ハワイで最初のプロテスタント宣教師であった。1892年までの10年間、オアフ・カレッジ（現「プナホウ・スクール」）に学び、その後、マサチューセッツ州のアンドーヴァーにあるフィリップス・アカデミーで学んだ。イェール大学、カリフォルニア大学バークレーにも学び。1905年に歴史学と政治学でハーバード大学の学位を取得した。1907年にイェール大学で南アメリカの歴史を教える講師となる。

### 考古学者
1908年、サンティアゴで開催された全米科学者会議に代表として出席。その帰路で、古いスペイン貿易ルートを探検し、ペルーに立ち寄る。そこでオリャンタイタンボ（Ollantaytambo）というインカ時代の都市を見学して強い興味を覚える。1911年、イェール大学ペルー探検隊を組織して、ペルーへ入る。そして同年の7月24日、マチュ・ピチュを発見。
1912年と1915年にも、イェール大学およびナショナルジオグラフィック協会の援助を受けて、ペルーのインカ遺跡を調査している。この調査は、ナショナル・ジオグラフィック誌が1913年4月号のすべてをマチュ・ピチュ特集にした事で有名になった。

### 軍人時代
第一次世界大戦が始まると考古学者の道から軍人へと転向することを決める。1916年からコネチカット州の州兵の大佐を務める。1917年にはパイロットの資格を得て、アメリカ陸軍航空隊学校の運営に関わる。その後、フランスで航空学校で指揮官を務める。

### 政治家
1922年から2年間、コネチカット州の副知事を務める。1924年にはコネチカット州知事に当選を果たす。同年の12月16日には上院議員に当選。
1933年、上院議員選挙で民主党の候補者に敗れてしまう。第二次世界大戦中は、幾つかの海軍の訓練施設で講義を行った。1951年から1953年までは、国家公務員任用委員会の給与策定委員会の議長を務める。また、伝記の執筆や幾つかの会社の経営に携わるなどの生活を送った。
1956年6月6日、ビンガムはワシントンD.C.の自宅で死去した。